# Lê Thị Dãnh
Lê Thị Dãnh, tên thường gọi là Mẹ Nhu (1914-1968) quê làng Thanh Khê, huyện Hòa Vang, nay là phường Thanh Lộc Đán, quận Thanh Khê, thành phố Đà Nẵng. Trong kháng chiến chống Mỹ, nhà bà là cơ sở cách mạng nội thành, với hầm bí mật được xây dựng ngay trong nhà nuôi giấu cán bộ.
Sau ngày thành phố Đà Nẵng được giải phóng, nhà điêu khắc Phạm Văn Hạng đã tác tượng Mẹ Nhu bằng cách ghép nối hàng nghìn võ đạn đồng đại bác của Mỹ. Bức tượng đồ sộ cao hơn chục mét của bà mẹ anh hùng mặt hướng về phía cửa biển Đà Nẵng, trong tư thế đang phất tay ra lệnh "tiến lên", được đặt trên đại lộ Điện Biên Phủ dẫn vào trung tâm thành phố.